# Theclopsis lydus
Theclopsis lydus is een vlinder uit de familie van de Lycaenidae. De wetenschappelijke naam van de soort werd als Bithys lydus in 1816 gepubliceerd door Jacob Hübner.

## Synoniemen
- Papilio eryx Cramer, 1777
- Papilio ingae Sepp, 1832
- Thecla lebena Hewitson, 1868
- Thecla curtira Schaus, 1902
- Theclopsis eryx occidentalis Lathy, 1926